# Gilleleje Øst Station
Gilleleje Øst Station (tidligere Østerport) er et dansk trinbræt i den østlige del af byen Gilleleje i Nordsjælland.
Gilleleje Øst ligger på Hornbækbanen mellem Gilleleje og Helsingør. Trinbrættet åbnede i 1916. Det betjenes i dag af tog fra jernbaneselskabet Lokaltog, der kører hyppige lokaltog mellem Gilleje og Helsingør, hvorfra der er forbindelse videre mod henholdsvis Hillerød og København.

## Navn
Stationen har tidligere heddet Østerport og således haft dette navn, inden Østerport station i København også fik dette navn i 1934. Sammenfaldet af navne betød, at Østerport st. på Hornbækbanen ikke blev nævnt i landskøreplanerne fra DSB. For at undgå forveksling mellem de to stationer og i forbindelse med indførelse af edb-køreplaner og -billetmaskiner skiftede Østerport station i 1995 navn til Gilleleje Øst.

## Historie
Trinbrættet åbnede den 11. juni 1916, da Hornbækbanen fra Helsingør til Hornbæk blev forlænget fra Hornbæk til Gilleleje. Fra banens åbning i 1916, fungerede det som endestation for Hornbækbanen i Gilleleje, da der ikke kunne opnås enighed med Gribskovbanen om en ny fælles station. Det lykkedes dog til sidst, og den nye fælles station for de to baner blev indviet den 16. januar 1918.

## Trafik
Trinbrættet betjenes af tog fra jernbaneselskabet Lokaltog, der kører hyppige lokaltog mellem Gilleleje og Helsingør.